# Ivanivka (Lubeanka), Veselînove
Ivanivka (în ucraineană Іванівка) este un sat în comuna Lubeanka din raionul Veselînove, regiunea Mîkolaiiv, Ucraina.

## Demografie
Componența lingvistică a localității Ivanivka
     Ucraineană (96,27%)
     Română (1,49%)
     Alte limbi (0,75%)
Conform recensământului din 2001, majoritatea populației localității Ivanivka era vorbitoare de ucraineană (96,27%), existând în minoritate și vorbitori de română (1,49%).